# 중앙수오미주

중앙수오미 주의 문장

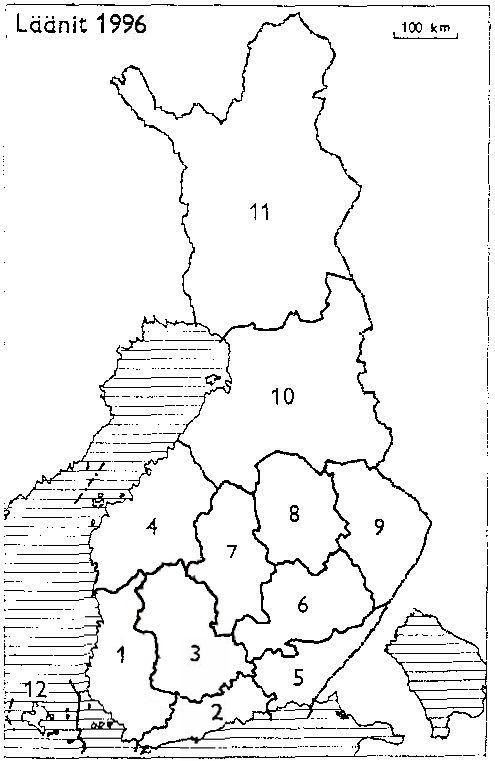
1996년 당시에 존재했던 핀란드의 주 지도 (7번이 중앙수오미 주)

중앙수오미주(핀란드어: Keski-Suomen lääni, 스웨덴어: Mellersta Finlands län)는 과거 핀란드에 존재했던 주로 주도는 이위베스퀼레이며 면적은 19,388km2(1993년 당시 면적), 인구는 255,989명(1993년 당시 인구), 인구 밀도는 13.2명/km2이었다.
1960년 바사 주에서 분리되어 신설되었으며 해메 주, 쿠오피오 주, 미켈리 주의 일부가 새로 편입되었다. 1997년 행정 구역 개편 당시에 투르쿠 포리 주, 바사 주, 헤메 주 북부와 함께 서수오미 주로 합병되면서 폐지되었다.